# Boy (U2)
Boy je prvi album koji je U2 izdao. Izašao je u listopadu 1980. i naišao je na dobre kritike. Unatoč tome, njegov uspjeh u prodaji je bio ograničen, jer U2 tada još uza sebe nije imao vjerne obožavatelje koji bi albumu priskrbili prvo mjesto na glazbenim ljestvicama. Tako je na primjer u SAD-u dosegao tek 63. mjesto, a na britanske ljestvice nije niti dospio.
Unatoč tome, album je za tada još novu grupu puno obećavao.

## Povijest
Boy je sniman u Dublinu, u studiju Windmill Lane u jesen 1980. pod nadzorom producenta Steve Lillywhite-a (originalno ga je trebao producirati Martin Hannett, koji je bio producent Joy Division-a, a ujedno je i producirao singl 11 O'Clock Tick Tock, no odustao je zbog samoubojstva Iana Curtisa). Na albumu se nalaze mnoge pjesme koje je grupa do tada izvodila na live nastupima, kao što su: Out Of Control, Twilight, Stories For Boys.
Pjesme "Ocean" i "An Cat Dubh" napisane su u studiju i snimljene u brzom roku. 
The Edge je u to vrijeme izjavio da je sastav osjećao kako će snimiti pjesmu koja će biti bolja od svih dosadašnjih i iznijeti cijeli album.
Snimanje je prolazilo u vrlo pozitivnoj i optimističnoj atmosferi i osjećali su da je ovaj materijal dosta drugačiji od svari mnogih ciničnih britanskih sastava u to vrijeme. Bono je izjavio da je slika dječaka na omotu (inače to je bio Peter Rowan, brat Bonova dobra prijatelja Guggija) vrlo dobro predstavila njihov „imiđž“. Sliku dječaka je naslikao Hugo McGuiness uz pomoć Stevea Averilla (Adamova prijatelja koji je grafički dizajner). Steve će i ubuduće sudjelovati i raditi na omotima albuma. Ovo je označilo početak nečeg novog za sastav, dok je još simboliziralo dječačku nevinost i vjeru karakteristično za same članove grupe. 
Prije albuma snimljen je single "U2 3" na kojem se nalaze pjesme "Out Of Control" i "Stories For Boys" koje su kasnije uvrštene na album, dok su krajem 1980 pjesme "A Day Without Me" i "I Will Follow" izdane na novom singlu. Pjesma "Twilight" se nalazi na B-strani singla "Another Day", a sama pjesma "Another Day" nije uvrštena na album. 
Izlaskom prvog albuma Bono se nadao da će to biti odskočna daska za veće stvari. U2 je tada sklopio dogovor s Frankom Barsalonom iz Premier Talenta u SAD-u koji su prethodno omogućili nastupe nekim izvođačima kao što su Bruce Springsteen i Led Zeppelin. Ovaj prestižni ugovor naveo je Bona da izjavi kako će U2 postići i izvesti u Americi ono što niti jedan britanski sastav nije već duže vremena. Ova samouvjerenost bila je presudna na putu grupe prema velikom uspjehu.

## Popis pjesama
1. "I Will Follow" – 3:36
2. "Twilight" – 4:22
3. "An Cat Dubh" – 6:21
4. "Into the Heart" – 1:53
5. "Out of Control" – 4:13
6. "Stories for Boys" – 3:02
7. "The Ocean" – 1:34
8. "A Day Without me" – 3:14
9. "Another Time, Another Place" – 4:34
10. "The Electric Co." – 4:48
11. "Shadows and Tall Trees" – 4:36